# Paraphlepsius latifrons
Paraphlepsius latifrons är en insektsart som beskrevs av Van Duzee 1892. Paraphlepsius latifrons ingår i släktet Paraphlepsius och familjen dvärgstritar. Inga underarter finns listade i Catalogue of Life.